# Пеньков, Василий Владимирович
Василий Владимирович Пеньков (27.02.1904, Самарская область — 07.10.1991) — командир расчета 120-мм миномета 820-го стрелкового полка  117-й стрелковой дивизии старший сержант — на момент представления к награждению орденом Славы 1-й степени.

## Биография
Родился 27 февраля 1904 года в селе Зуевка Нефтегорского района Самарской области. В 12 лет остался без отца, помогал матери по хозяйству. Окончил 4 класса.
В 15 лет вступил в Красную Армию. Воевал в составе Чапаевской дивизии, но не долго. После взятия города Уральска подростка отправили домой. Одним их первых вступил в колхоз, работал бригадиром, в 1935 году был избран председателем колхоза. Член ВКП/КПСС с 1940 года.
В августе 1941 года был призван в Красную Армию. С того же времени на фронте. Боевой путь начал в пехоте, в полковой разведке. За взятие ценного «языка» в 1942 году награждён медалью «За отвагу», был избран парторгом роты. В начале 1943 года переведен в минометную батарею, вновь стал парторгом. Освоил специальность наводчика 120-мм миномета.
15 августа 1944 года при прорыве обороны противника у населенного пункта Войшиньское младший сержант Пеньков в составе расчета подавил 2 крупнокалиберных пулемета, одну пушку, более 35 солдат противника. Помог пехоте отразить три вражеские контратаки и закрепиться на достигнутых рубежах.
Приказом от 26 сентября 1944 года младший сержант Пеньков Василий Владимирович награждён орденом Славы 3-й степени.
14 января 1945 года в бою у населенного пункта Ленка сержант Пеньков огнём из миномета вывел из строя вражеский миномет, подавил 2 пулемета, разрушил дзот, истребил свыше отделения живой силы.
Приказом от 25 марта 1945 года сержант Пеньков Василий Владимирович награждён орденом Славы 3-й степени.
15 апреля 1945 года в боях на реке Одер и на подступах к городу Фюрстенвальде расчет старшего сержанта Пенькова ликвидировал 8 огневых точек противника, истребил большое количество противников. Оставшись один из расчета более двух часов вел бой. Своими действиями содействовал успешному продвижению стрелковых подразделений.
Указом Президиума Верховного Совета СССР от 15 мая 1946 года за мужество, отвагу и бесстрашие, проявленные в боях с вражескими захватчиками гвардии старший сержант Пеньков Василий Владимирович награждён орденом Славы 1-й степени. Стал полным кавалером ордена Славы.
В 1946 году был демобилизован. Вернулся в родное село. Трудился председателем сельсовета, председателем колхоза имени Кагановича, после укрупнения сельхозартелей избирался парторгом колхоза «Красное знамя». За успехи в мирном труде награждён орденом «Знак почёта».
Последние годы жил в поселке Нефтегорск Куйбышевской области. Скончался 7 октября 1991 года.
Награждён орденом Отечественной войны 1 степени, Красной Звезды, Славы 3-х степеней, «Знак Почета», медалями, в том числе медалью «За отвагу».